# Antonio Somma
Antonio Somma, italijanski libretist, * 28. avgust 1809, Videm (Italija), † 8. avgust 1864, Benetke.
Njegovo najbolj znano delo je libreto za opero Ples v maskah Giuseppeja Verdija. Za Verdija je napisal tudi libreto za opero Kralj Lear po Shakespearovi tragediji (nadaljeval in končal je delo prezgodaj umrlega libretista Cammarana), ki pa je mojster nikoli ni uglasbil v celoti.